# A kitaszított (film, 1986)
A kitaszított (eredeti cím: Castaway) 1986-ban bemutatott brit filmdráma Amanda Donohoe és Oliver Reed főszereplésével, Nicolas Roeg rendezésében.

## Cselekmény
Gerald Kingsland szeretne egy lakatlan szigeten egy évet eltölteni. Ehhez társat keres, így jelentkezik Lucy Irvine írónő, aki könyvet akar írni a kalandról. Elutaznak a szigetre, majd megkezdődnek a megpróbáltatásaik.

## Szereposztás
| Szerep            | Színész        | Magyar hang |
| ----------------- | -------------- | ----------- |
| Gerald Kingsland  | Oliver Reed    | n.a.        |
| Lucy Irvine       | Amanda Donohoe | n.a.        |
| Margaret nővér    | Georgina Hale  | n.a.        |
| Winifred nővér    | Frances Barber | n.a.        |
| Jason             | Tony Rickards  | n.a.        |
| Rod               | Todd Rippon    | n.a.        |
| Férfi a kocsmában | John Sessions  | n.a.        |